# Jerzy (Aladaszwili)
Jerzy, imię świeckie Dawid Gieorgijewicz Aladaszwili, w formie zrusyfikowanej Aładow (ur. 26 listopada?/8 grudnia 1850, zm. 6 lutego 1925) – gruziński biskup prawosławny.

## Życiorys
Wykształcenie teologiczne uzyskał w seminarium duchownym w Tyflisie, po uzyskaniu w 1875 dyplomu został w nim wykładowcą. Po czterech latach rozpoczął wyższe studia teologiczne na Kijowskiej Akademii Duchownej, uzyskując w 1884 stopień kandydata nauk teologicznych. Kolejno pracował jako wykładowca szkoły duchownej w Ozurgeti (1884–1885), asystent nadzorcy Megrelskiej Szkoły Duchownej (1885–1899), nadzorca tejże szkoły (1899–1902). Wieczyste śluby mnisze złożył 25 września 1899, w tym samym roku został także wyświęcony na hieromnicha i podniesiony do godności archimandryty. Od 1902 do 1905 zasiadał w konsystorzu gruzińsko-imeretyńskim, łącząc wymienione obowiązki z funkcją przełożonego monasteru św. Jana Chrzciciela w Tyflisie.
25 września 1905 przyjął chirotonię na biskupa gurijsko-megrelskiego. Ceremonia odbyła się w katedrze Sioni w Tbilisi. Trzy lata później został przeniesiony na katedrę imeretyńską.
Brał udział w restytucji Gruzińskiego Kościoła Prawosławnego w 1917, jednak eparchią imeretyńską w jego strukturach kierował tylko do września tego roku. Od sierpnia 1918 do lutego 1919 był ordynariuszem eparchii mccheckiej, zaś od lipca 1920 do września 1921 – biskupem czkondidzkim i szemokmedzkim.
Z katedry odszedł na własne życzenie i w 1922 został przełożonym monasteru św. Stefana w Chiri.
Zmarł 6 lutego 1925.